# ユメ・ミル・ココロ
「ユメ・ミル・ココロ」は、伊藤かな恵の1枚目のシングル。2009年8月5日にLantisから発売された。

## 解説
個人名義でのデビューシングル。表題曲「ユメ・ミル・ココロ」は、テレビアニメ『大正野球娘。』及び、それに関連しランティスウェブラジオ及び音泉で配信されたWebラジオ『大正野球娘。浪漫ちっくラジオ』のエンディングテーマとして使用された。ジャケットは、伊藤かな恵の写真と鈴川小梅のイラストのダブルジャケット仕様になっている。

## 収録曲
（全編曲：渡辺拓也）
1. ユメ・ミル・ココロ  [4:25] 
作詞：畑亜貴、作曲：渡辺拓也
  - TBS系アニメ『大正野球娘。』エンディングテーマ
  - Webラジオ『大正野球娘。浪漫ちっくラジオ』エンディングテーマ
2. セツナラブレター [4:11] 
作詞・作曲：アツミサオリ
  - 後に、アツミがアルバム「ミラキュラスハプニング」にて、セルフカバー。
3. 誘惑マーマレード [4:40] 
作詞・作曲：アツミサオリ
4. ユメ・ミル・ココロ（instrumental）

## 収録アルバム
| 曲名               | アルバム     | 発売日         |
| ------------------ | ------------ | -------------- |
| ユメ・ミル・ココロ | ココロケシキ | 2011年11月23日 |
| 誘惑マーマレード   | ココロケシキ | 2011年11月23日 |